# 新精武門1991
《新精武門1991》是1991年由周星馳、鍾鎮濤、張敏以及元奎等人所拍的電影；元奎和劉鎮偉監製，左頌昇導演，續集為1992年的《漫畫威龍》。

## 劇情
劉晶（周星馳飾）右拳天生神力，一拳力逾一千磅，從廣東來到香港後遺失了同鄉阿強（童志飾）的聯絡地址，卻偶上了江湖小混混瀟灑（鍾鎮濤飾）。晶意外救了霍家拳館館主霍環（元奎飾），更被收為徒；惜一晚撞破大師兄鄭威（尹揚明飾）欲迷姦霍環女兒阿敏（張敏飾）的好事，晶瀟二人反被誣衊為採花賊。被逐出師門的晶重遇強，拜了強的老大（胡楓飾）為師，成立「新精武門」參加世界拳王大賽，與大師兄在擂台一決雌雄。

## 演員名單
| 演員     | 角色                            | 粵語配音        |
| 周星馳   | 劉晶 (主角) 賭聖 (分飾客串出現) | 周星馳          |
| 鍾鎮濤   | 瀟灑                            | 鍾鎮濤          |
| 張敏     | 霍敏                            | 黃玉娟          |
| 元奎     | 霍環                            | 馮永和          |
| 尹揚明   | 鄭威                            | 陳欣            |
| 成奎安   | 趙東                            | 盧雄            |
| 童志     | 阿強                            | 陳永信 / 羅君左 |
| 胡楓     | 阿強老大                        | 盧雄            |
| 白文彪   | 阿彪 (阿強老大)                 | 陸頌愚          |
| 梁心     | 阿強老大                        | 陳偉權          |
| 司馬華龍 | 阿強老大                        | 源家祥          |
| 劉崇峰   | 霍環徒弟                        | 陳偉權          |
| 夏志珍   | 吹簫萍                          | 曾秀清          |
| 李漢成   | 大炮權                          | 陸頌愚          |
| 元德     | 貴利財                          | 陳永信          |
| 張嘉年   | 漢奸翻譯員                      | 陳永信          |
| 梁家樹   | 保安                            | 源家祥          |
| 李兆基   | 大難雄 (客串)                   | 陸頌愚          |
| 羅雪玲   | 銀行肥妹                        |                 |
| 許思敏   | 住客                            |                 |
| 陳百祥   | 牛皮 (客串)                     |                 |
| 蕭芳芳   | 牛牡丹 (客串)                   |                 |
| 吳孟達   | 三叔 (客串)                     |                 |

## 外部連結
- 香港影庫上《新精武門1991》的資料（繁體中文）
- 開眼電影網上《新精武門1991》的資料（繁體中文）
- 豆瓣电影上《新精武門1991》的資料 （简体中文）
- 时光网上《新精武門1991》的資料（简体中文）
- 爛番茄上《新精武門1991》的資料（英文）
- 互联网电影数据库（IMDb）上《新精武門1991》的资料（英文）